# Iglesia de San Andrés (Rasines)
La iglesia de San Andrés, en Rasines (Cantabria, España), fue declarada Bien de Interés Cultural en el año 1985. Se encuentra a la entrada de la localidad, según se llega desde Colindres por la N-629. Se trata del edificio más significativo del municipio.

## Datación
Es una iglesia que pertenece al gótico tardío-renacimiento. Este templo fue mandado construir en su testamento por el arquitecto renacentista Rodrigo Gil de Hontañón cuyo padre, el también arquitecto Juan Gil de Hontañón, había nacido en la localidad. Esto permite fechar la construcción entre finales del siglo XVI y el siglo XVII. Su mal estado de conservación hizo que se derrumabra la torre, lo que arrastró consigo la caída de parte de la nave de la iglesia, y destruyó un órgano del siglo XIX. Ello ha motivado su restauración.

## Descripción
En el proyecto original se trataba de una iglesia con planta de salón y tres naves, de tipo columnario, como otras de la comarca de Trasmiera (iglesias de Ajo, Isla, Liendo). Pero los arquitectos Rodrigo de Rasines y Pedro de la Torre Bueras la realizaron en planta de cruz latina. 
Sigue el modelo de la región trasmerana: una nave, marcado crucero y cabecera recta rematada en ábside rectangular. Es de amplias dimensiones, con torre en el hastial. Está construida en sillarejo de piedra arenisca, con sillares de piedra caliza en los vanos, esquinales y contrafuertes. La sencilla puerta de entrada se localiza en el muro meridional. Tiene cuatro arcos rebajados sobre pilastras. Es obra de Andrés Antonio Bolde y se encuentra fechada en el año 1756.
En el interior, la nave es muy amplia dividida en tres tramos y está cubierta por bóveda de crucería con terceletes, típico vestigio de la arquitectura gótica. Destaca el retablo mayor barroco de más de diez metros, obra de Jerónimo de Angulo y Domingo de Rivero. Hay otro retablo churrigueresco que oculta pinturas murales.